# Гарбани-Нерини, Эваристо
Эвари́сто Гарба́ни-Нери́ни (итал. Evaristo Garbani-Nerini; 26 октября 1867, Руссо (сейчас Онсерноне), кантон Тичино, Швейцария — 16 февраля 1944, Лугано, кантон Тичино, Швейцария) — швейцарский политик, Президент Национального совета Швейцарии (1920—1921), директор Всемирного почтового союза (1925—1937).
Получил образование в области права. Был судьёй Апелляционного суда (1893—1896) и Федерального суда (1922—1924). Представлял Радикально-демократическую партию в Большом совете (парламенте) кантона Тичино (1893, 1897—1905, 1913—1917, президент в 1902 и 1913) и Национальном совете (1909—1922). Член Совета кантонов (1905—1912, 1917—1921).